# Bentinckia nicobarica
Bentinckia nicobarica là loài thực vật có hoa thuộc họ Arecaceae. Loài này được (Kurz) Becc. mô tả khoa học đầu tiên năm 1885.